# Учжунь Шифань
Учжунь Шифань (кит. трад. 無準師範, упр. 无准师范, пиньинь Wúzhǔn Shīfàn;  Будзюн Сибан, Бусюн Сибан; 1177, Цзытун, Сычуань — 1249, Чжэцзян) — буддийский монах чаньской школы линьцзи из монастыря Цзиншань, глава линии передачи Ян-ци (через Хуцю Шаолуна). Также писатель, художник и каллиграф времён империи Сун.
Никогда не посещавший Японию, Учжунь Шифань оказал огромное влияние на формирование дзэнской школы Риндзай через посредство своих учеников.
Это были в первую очередь его японский ученик Энни Бэнъэн и его китайские ученики, учившие в Японии: Усюэ Цзуюань и Уань Пунин. Какусин отправился в Китай в 1249 году специально чтобы учиться у Учжуня, но опоздал;
В 1232 году Учжунь Шифань по указу императора стал главой ведущего монастыря южносунской системы ушань, в дальнейшем трансформировавшейся в Японии в систему годзан.
Похоронен в чжэцзянской деревне. Его могила является объектом паломничества как для китайских, так и для корейских и японских буддистов. Археологические свидетельства подтверждают местонахождение могилы.

## Наследие
Оставил труды по буддизму и монашеской дисциплине: 《佛鉴禅师语录》、《无准和尚语录》
Портрет Учжунь Шифаня с его личным автографом, присланный им Энни Бэнъэну в Японию, относится к числу национальных сокровищ Японии.
К этой же категории относится его каллиграфия (кайшу с элементами цаошу), которая рассматривалась как инструмент медитации (в т. ч. его письма Бэннэну в Японию).